# Oko
Oko  (Ana Oko) este un oraș agricol din sud-estul Nigeriei.